# 時間依存ハートリー＝フォック方程式
時間依存ハートレー・フォック方程式（じかんいそんハートレー・フォックほうていしき、英: time-dependent Hartree–Fock equation, TDHF）とは、静的なハートレー・フォック方程式の解である複数の平均一体場の間を、時間依存性をもつユニタリ変換で結ぶことによって平均一体場の形状の時間変化を記述するものである。

## 概要
ボーア=モッテルソンの集団模型では、「原子核の集団運動とは、平均一体場の形状の振動・回転である」と考えられた。しかしそこでは、集団運動をあらわすハミルトニアンを人為的に導入していた。なぜそのように集団運動が発現するのか、という疑問には答えられなかった。そこで、平均場を自己無撞着に求めるハートレー・フォック法を拡張し、時間依存性を与えることで、微視的な法則のみから集団運動を記述できるのではないか、という期待がもたれた。
TDHF の基本概念はディラックによって 1930 年に考えられていたが、この理論が本格的に現実の原子核に適用されるのは、有効相互作用の研究と計算機が発達した 1970 年代後半である。
変分方程式は
{\displaystyle \delta \left\langle \Psi (t)\left|i\hbar {\frac {\partial }{\partial t}}-{\hat {H}}\right|\Psi (t)\right\rangle }
試行関数に条件が与えられなければ、これは時間依存シュレーディンガー方程式と同等である。この試行関数を時間依存した単一スレイター行列式とする手法が TDHF である。

## サウレスの定理
スレイター行列式は、多体系の状態を既知の 1 粒子波動関数の情報から構築する、最も単純な方法の 1 つであるが、そのようにして作られた多体波動関数が本当に、可能な多体系の状態全てを含んでいるかの保証は全くなく（それどころか疑わしい）、そのためにそのスレイター行列式と直交しない状態を求める必要がある。そのための1つの定理がデイヴィッド・J・サウレスによるサウレスの定理（Thouless Theorem）である。
{\displaystyle |\Phi _{0}\rangle } をハートレー・フォック型波動関数、すなわちスレイター行列式とする。
{\displaystyle |\Phi _{0}\rangle =\prod _{i=1}^{A}c_{i}^{\dagger }|0\rangle } : {\displaystyle c_{i}^{\dagger }} は真空 {\displaystyle |0\rangle } に対するフェルミオン生成演算子。A は粒子数。
すると、{\displaystyle |\Phi _{0}\rangle } と直交しない任意のスレイター行列式 {\displaystyle |\Phi \rangle } は、{\displaystyle |\Phi _{0}\rangle } に対する粒子の生成演算子 {\displaystyle a_{\mu }^{\dagger }}、空孔（ホール）の生成演算子 {\displaystyle b_{i}^{\dagger }} を用いて次のように表せる。
{\displaystyle |\Phi \rangle =\exp(iG)|\Phi _{0}\rangle }
{\displaystyle G=\sum _{\mu i}(g_{\mu i}a_{\mu }^{\dagger }b_{i}^{\dagger }-g_{\mu i}^{*}b_{i}a_{\mu })}

## 時間依存したスレイター行列式と変分方程式
上記の {\displaystyle g_{\mu i},g_{\mu i}^{*}} に時間依存性を持たせることで、スレイター行列式 {\displaystyle |\Phi \rangle } が時間依存性を得る。これを用いて変分方程式を書き換えると、
{\displaystyle {\frac {\partial }{\partial g_{\mu i}^{*}}}\left\langle \Psi (t)\left|i\hbar {\frac {\partial }{\partial t}}-{\hat {H}}\right|\Psi (t)\right\rangle }
{\displaystyle {\frac {\partial }{\partial g_{\mu i}}}\left\langle \Psi (t)\left|i\hbar {\frac {\partial }{\partial t}}-{\hat {H}}\right|\Psi (t)\right\rangle }
ここで
{\displaystyle \Psi (t)=\exp(-iE_{0}t/\hbar )|\Phi \rangle } : {\displaystyle E_{0}=\langle \Phi _{0}|{\hat {H}}|\Phi _{0}\rangle }

## TDHF の正準変数表示
{\displaystyle g_{\mu i},g_{\mu i}^{*}} は行列をなし、それは p-p 型、h-h 型、p-h 型の 3 つに分類できる。これを p-h 型のエルミート行列 K を用いて代用できる。
{\displaystyle K\equiv {\begin{pmatrix}0&\eta \\\eta ^{+}&0\end{pmatrix}}}
この η, η+ は行列であり、{\displaystyle (\eta )_{\mu i}=\eta _{\mu i},(\eta ^{+})_{i\mu }=\eta _{\mu i}^{*}}。これらを用いて一般のスレイター行列式は
{\displaystyle |K\rangle =\exp(i{\hat {G}}(K))|\Phi _{0}\rangle }
{\displaystyle {\hat {G}}(K)=\sum _{\mu i}(\eta _{\mu i}a_{\mu }^{\dagger }b_{i}^{\dagger }-\eta _{\mu i}^{*}b_{i}a_{\mu })}
これを用いて TDHF の基礎方程式は
{\displaystyle \delta \left\langle \Psi _{0}\left|e^{-i{\hat {G}}(K)}\left\{i\hbar {\frac {\partial }{\partial t}}-{\hat {H}}\right\}e^{i{\hat {G}}(K)}\right|\Psi _{0}\right\rangle }
そして新しい正準変数の組 {\displaystyle C_{\mu i},C_{\mu i}^{*}} が次のように定義される。
{\displaystyle C_{\mu i}=\left\{{\frac {\sin {\sqrt {\eta \eta ^{+}}}}{\sqrt {\eta \eta ^{+}}}}\eta \right\}_{\mu i}}、{\displaystyle C_{\mu i}^{*}=\left\{\eta ^{+}{\frac {\sin {\sqrt {\eta \eta ^{+}}}}{\sqrt {\eta \eta ^{+}}}}\right\}_{i\mu }}

## ハミルトンの正準方程式
これらを用いて、TDHF 方程式で記述される運動は、古典的位相空間（シンプレクティック多様体）の中の正準運動方程式で記述されることがわかる。
{\displaystyle i{\dot {C_{\mu i}}}={\frac {\partial H}{\partial C_{\mu i}^{*}}}} , {\displaystyle i{\dot {C_{\mu i}^{*}}}=-{\frac {\partial H}{\partial C_{\mu i}}}}
ただし
{\displaystyle H\equiv \langle \Psi _{0}|e^{-i{\hat {G}}(K)}{\hat {H}}e^{i{\hat {G}}(K)}|\Psi _{0}\rangle }
次のように変数変換すると、
{\displaystyle C_{\mu i}={\frac {1}{\sqrt {2}}}\left(q_{\mu i}+ip_{\mu i}\right),\ C_{\mu i}^{*}={\frac {1}{\sqrt {2}}}\left(q_{\mu i}-ip_{\mu i}\right)}
見慣れた形のハミルトンの正準方程式が得られる。
{\displaystyle {\dot {q_{\mu i}}}={\frac {\partial H}{\partial p_{\mu i}}}\ ,\ {\dot {p_{\mu i}}}=-{\frac {\partial H}{\partial q_{\mu i}}}}
このように量子力学的な多体系を記述するはずの TDHF 理論が、古典的な方程式であるハミルトンの正準方程式を用いて表される。

## TDHF 方程式
以上において用いた変分方程式
{\displaystyle \delta \left\langle \Psi (t)\left|i\hbar {\frac {\partial }{\partial t}}-{\hat {H}}\right|\Psi (t)\right\rangle }
が TDHF 方程式と呼ばれることもあるが、数値計算において変分方程式を解くのはあまり簡単ではないためか、しばしば別の方程式が用いられる。
A 個の粒子を含む系に対するハミルトニアン
{\displaystyle {\hat {H}}=-\sum _{i}{\frac {\hbar ^{2}}{2m}}\nabla _{i}^{2}+\sum _{i\neq j}v(\mathbf {r} _{i},\mathbf {r} _{j})}
とスレイター行列式（Λ は反対称化演算子）
{\displaystyle \Psi (\mathbf {r} _{1},\cdots ,\mathbf {r} _{A},t)=\Lambda \prod _{n=1}^{A}\psi _{n}(\mathbf {r} _{n},t)}
を用いて、作用
{\displaystyle S=\int _{t_{1}}^{t_{2}}dt\left\langle \Psi (t)\left|i\hbar {\frac {\partial }{\partial t}}-{\hat {H}}\right|\Psi (t)\right\rangle }
を最小化することで、次の方程式が得られる。これを TDHF 方程式と呼ぶ。
{\displaystyle i\hbar {\frac {\partial }{\partial t}}\psi _{n}(\mathbf {r} ,t)=-{\frac {\hbar ^{2}}{2m}}\nabla ^{2}\psi _{n}(\mathbf {r} ,t)+\sum _{j=1}^{A}\int d^{3}r'\ v(\mathbf {r} -\mathbf {r} ')|\psi _{j}(\mathbf {r} ',t)|^{2}\psi _{n}(\mathbf {r} ,t)}
{\displaystyle \qquad \qquad -\sum _{j=1}^{A}\int d^{3}r'\ v(\mathbf {r} -\mathbf {r} ')\psi _{j}^{*}(\mathbf {r} ',t)\psi _{n}(\mathbf {r} ',t)\psi _{j}(\mathbf {r} ,t)}
この右辺第 3 項は非局所的な効果を表す。この項を落とすことで、
{\displaystyle i\hbar {\frac {\partial }{\partial t}}\psi _{n}(\mathbf {r} ,t)=-{\frac {\hbar ^{2}}{2m}}\nabla ^{2}\psi _{n}(\mathbf {r} ,t)+W(\mathbf {r} )\psi _{n}(\mathbf {r} ,t)}
が得られる。この W(r) が平均一体場である。
{\displaystyle W(\mathbf {r} )=\sum _{j=1}^{A}\int d^{3}r'\ v(\mathbf {r} -\mathbf {r} ')|\psi _{j}(\mathbf {r} ',t)|^{2}}
この TDHF 方程式は単一粒子に対するシュレーディンガー方程式と大変よく似ているが、ポテンシャル W(r) が他のすべての粒子の状態に依存しているため、厳密には反復法で解かなくてはならない。そのための試行関数としてスレイター行列式を用いる。
この形式での TDHF 方程式は（反復計算を除けば）結局のところ偏微分方程式であるから、多くの学生たちにとっては比較的扱いやすいものである。

## いろいろな平均場
ウッズ・サクソン (Woods-Saxon) 型
{\displaystyle W(\mathbf {r} )=-{\frac {2V_{0}}{1+\exp({\frac {|\mathbf {r} |-R}{a}})}}}
V0 はポテンシャルの深さ、R は原子核半径、a は原子核外縁付近の密度拡散パラメーター。原子核の密度分布をそのまま逆さまにした形になっている。
スキルム (Skyrme) 型
{\displaystyle W(\mathbf {r} )={\frac {3}{4}}t_{0}\rho (\mathbf {r} )+{\frac {3}{16}}t_{3}\rho ^{2}(\mathbf {r} )}
核子密度 ρ(r) に依存していることに注意。近接有効相互作用であるスキルム力によるもの。t0 - t3 はパラメーター。
スキルム力＋湯川相互作用型
{\displaystyle W(\mathbf {r} )={\frac {3}{4}}t_{0}\rho (\mathbf {r} )+{\frac {3}{16}}t_{3}\rho ^{2}(\mathbf {r} )+W_{0}\int \rho (\mathbf {r} '){\frac {\exp(-\mu |\mathbf {r} -\mathbf {r} '|)}{\mu |\mathbf {r} -\mathbf {r} '|}}d\mathbf {r} '}
有効核力である湯川相互作用を加えたもの。W0 は核力の強さ、μ は核力の有効距離の逆数を表すパラメーター。

## TDHF の「量子化」
TDHF は量子力学を用いて多粒子系を記述する一つの理論であるにもかかわらず、それが 1970 年代に入り、重イオン衝突などのシミュレーションに応用された結果、その結果（核子密度分布の振舞いなど）があまりに古典力学的であったことが研究者達に困惑を与えた。その後 TDHF の「量子化」の処方も研究された。